# Hogna hawaiiensis
Hogna hawaiiensis là một loài nhện trong họ Lycosidae.
Loài này thuộc chi Hogna. Hogna hawaiiensis được Eugène Simon miêu tả năm 1899.